# Rudolf Leuckart

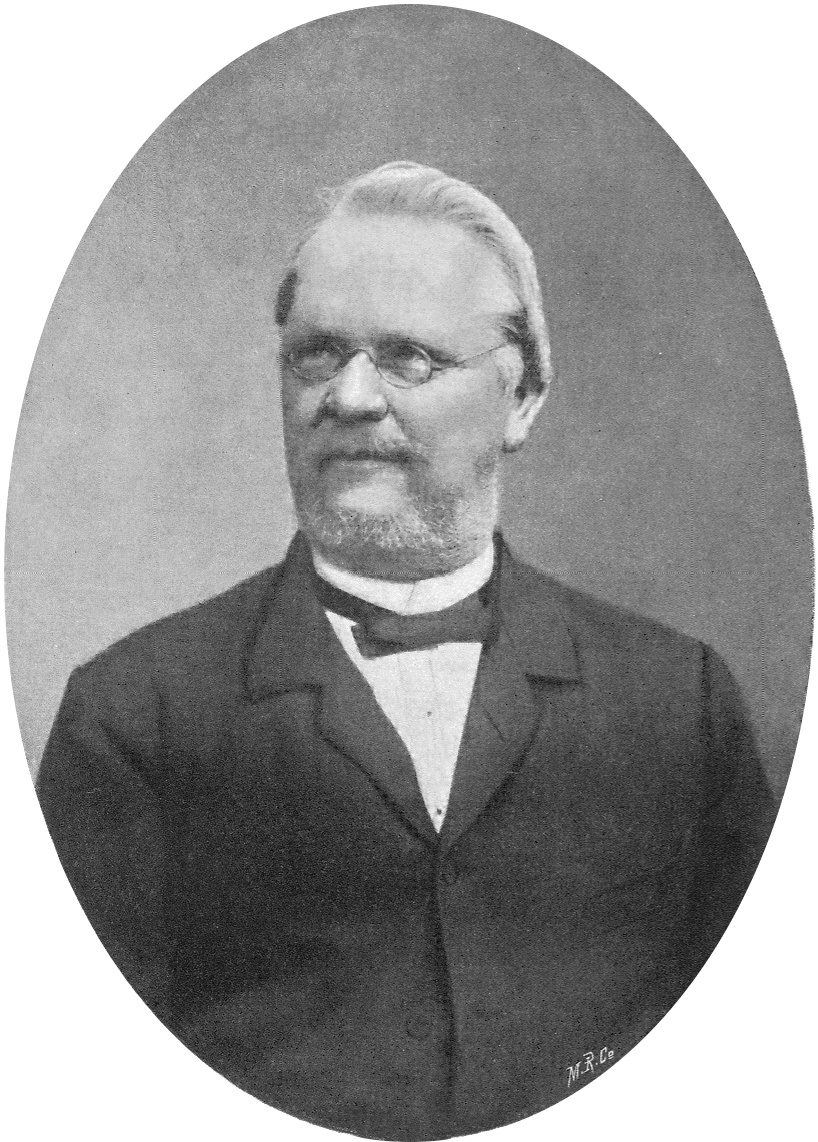
Rudolf Leuckart

Karl Georg Friedrich Rudolf Leuckart (* 7. Oktober 1822 in Helmstedt; † 6. Februar 1898 in Leipzig) war ein deutscher Zoologe und Begründer der Parasitologie.

## Leben

### Familie und Nachkommen
Rudolf Leuckart war der Sohn des Buchdruckereibesitzers und Ratsherrn Gottfried Leuckart und Neffe des Mediziners und Naturkundeprofessors Friedrich Andreas Sigismund Leuckart (1794–1843). Seine Mutter Friederike Dorothea Charlotte (1785–1834) war die Tochter des Kupferschmiedes, Kupferhändlers und Brauers Leberecht Christian Philipp Theuerkauf (1739–90) aus Helmstedt.
Rudolf Leuckart heiratete in Schönberg (Odenwald) die aus Halle stammende Amélie Henke (1827–1921), die Tochter des Juristen und Professors der Rechte in Halle Eduard Henke (1783–1869). Das Paar hatte mindestens vier gemeinsame Kinder. Sohn Rudolf wurde Chemiker und Hochschullehrer in Göttingen. Von den Töchtern heiratete Hermine Otto Karlowa, Professor der Rechtsgeschichte und Romanist in Heidelberg.

### Beruflicher Werdegang

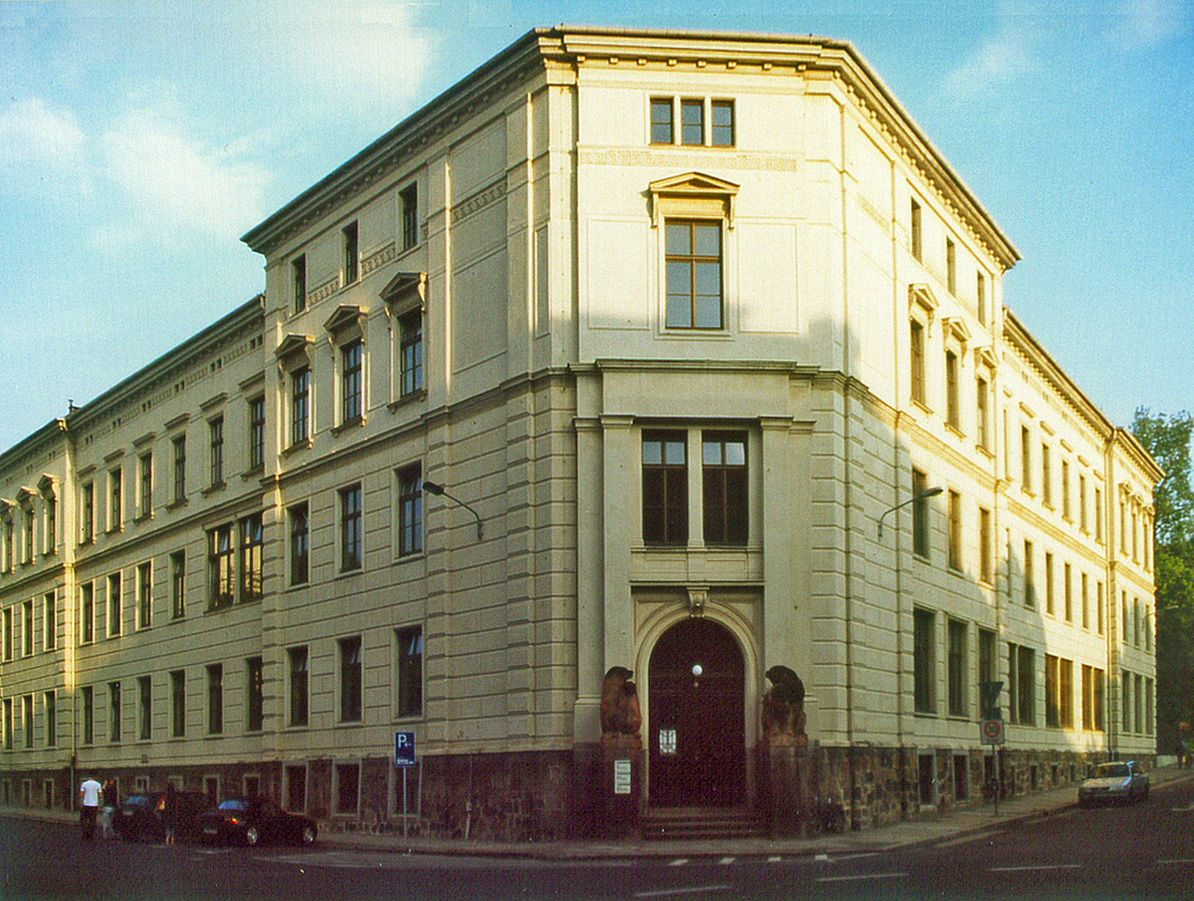
Zoologisches Institut (1880), Leipzig

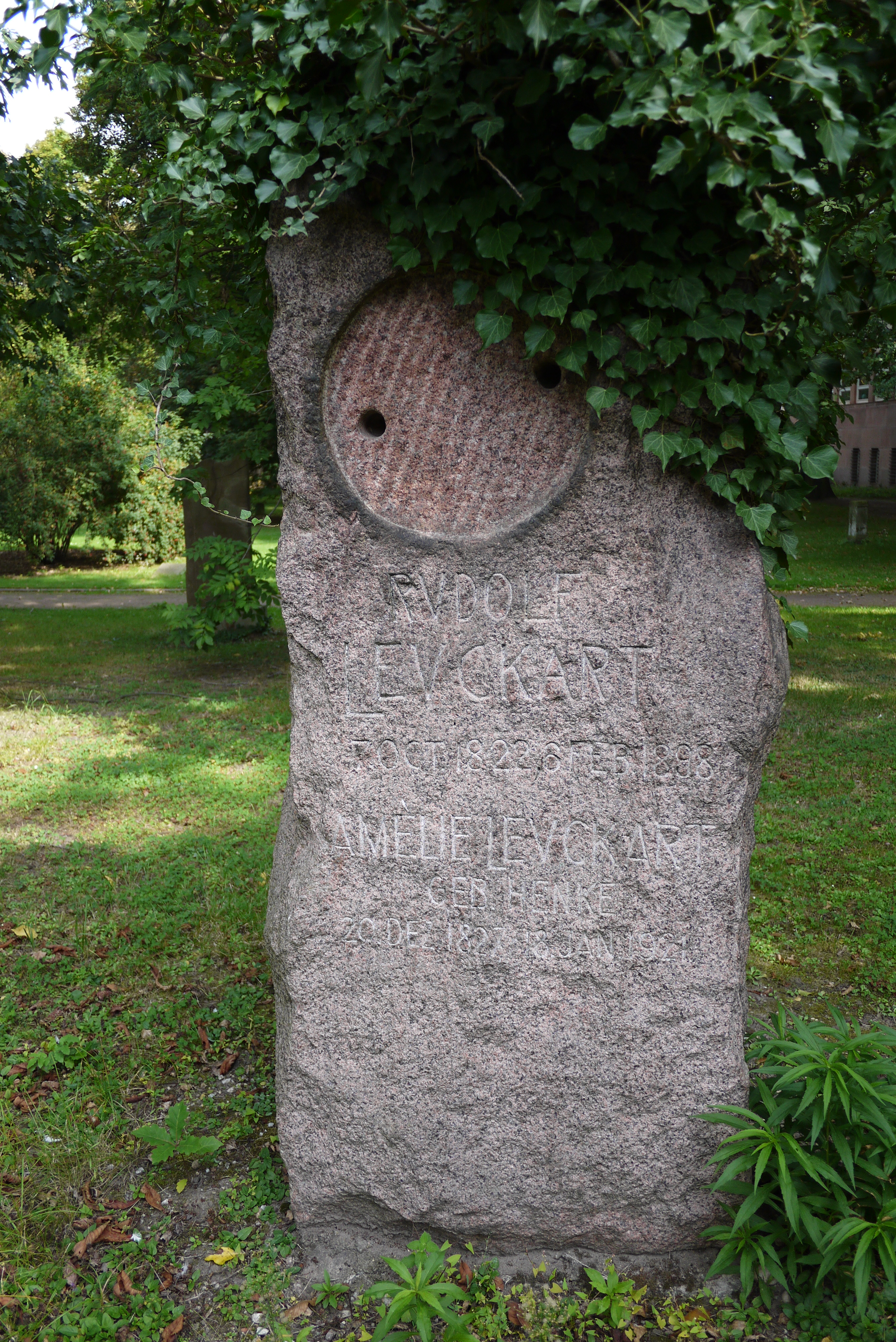
Grabstein Rudolf Leuckart, Lapidarium Alter Johannisfriedhof, sein Grab befand sich auf dem Neuen Johannisfriedhof in Leipzig

Nach dem Besuch des Gymnasiums in Helmstedt studierte Rudolf Leuckart ab 1842 in Göttingen Medizin und Naturwissenschaften und wurde noch während seiner Studienzeit von Rudolf Wagner mit der Fortsetzung von dessen Vorträgen über allgemeine Naturgeschichte und mit der Vollendung seines Lehrbuchs der Zootomie betraut.
Am 13. Dezember 1845 wurde Leuckart in Göttingen mit Auszeichnung promoviert, und als Assistent von Rudolf Wagner am Physiologischen Institut habilitierte er sich 1847 als Privatdozent für Zoologie und Physiologie. Für die Habilitationsschrift hatte Leuckart Studien vor allem an der Nordsee durchgeführt. Darin legte er eine neue Systematik der Wirbellosen vor, die ihn schnell bekannt machte.
1850 ging er als außerordentlicher Professor der Zoologie nach Gießen. Leuckarts wissenschaftliche Arbeiten beziehen sich besonders auf die Erforschung des Lebens, des Baues und Werdens, auf die anatomisch-physiologische Analyse der Tiere, vor allem der niederen Tiere. Zusammen mit Carl Bergmann veröffentlichte er 1852 die Anatomisch-physiologische Uebersicht des Thierreichs. Vergleichende Anatomie und Physiologie, in der die Wirbellosen erstmals neben den Wirbeltieren ausführlich behandelt wurden. 1855 erhielt er mit 33 Jahren eine ordentliche Professur in Gießen.
Inzwischen europaweit bekannt, folgte er 1869 einem Ruf nach Leipzig als Professor der Zoologie und Zootomie. Nicht nur sein Fachwissen, auch sein hervorragender Ruf als Lehrer – seine Vorlesungen waren immer gut belegt – machten ihn für die Universitäten interessant, die damals auf zahlende Studenten angewiesen waren. In Leipzig betreute er neben seiner normalen Tätigkeit die Planung eines neuen Institutsgebäudes mit angeschlossenem Museum. Nicht zuletzt die Aussicht auf dieses Museum ließ ihn einen Ruf (1871) von der Universität Straßburg ablehnen.
Das Gebäude an der Ecke Brüder- und Talstraße wurde 1880 eingeweiht. Dort waren das Institut, das Museum mit ca. 60.000 Ausstellungsstücken und die Dienstwohnung untergebracht. Leuckart wohnte dort mit seiner Familie.
Er wies mit Heinrich Frey das Vorhandensein zweier wesentlich verschiedener Organisationsstufen innerhalb der Zoophyten (festsitzende Meerestiere) nach und trennte dieselben in die beiden Gruppen der Hohltiere und Stachelhäuter. Aufgrund seiner Arbeiten über die Organisationsverhältnisse der Staatsquallen (Siphonophora) gelangte er im Anschluss an das zuerst von Henri Milne Edwards ausgesprochene Prinzip der Arbeitsteilung zu der Lehre vom Polymorphismus.
Durch seine Untersuchungen über die Mikropyle der Insekteneier (1855) und die Parthenogenesis der Insekten (1858), die Fortpflanzung der Rinderläuse (1862) und der viviparen Fliegenlarven (1865) trug er wesentlich zur Reform der Lehre von der Zeugung bei. Des Weiteren konnte er durch Filtratversuche nachweisen, dass die Befruchtung durch Spermien erfolgt.
Die Lebensgeschichte der Eingeweidewürmer, besonders der Trichinen und der Band- oder Blasenwürmer sowie des Großen Leberegels klärte er durch zahlreiche, zum Teil sehr mühevolle Experimente auf. So konnte er erstmals nachweisen, dass sich die Rinderbandwürmer (Taenia saginata) ausschließlich in Rindern und die Schweinebandwürmer (Taenia solium) ausschließlich in Schweinen entwickeln. Durch seine Studien an Trichinella spiralis und die Aufklärung des Lebenszyklus dieses Fadenwurms unterstützte er maßgeblich die Kampagne Rudolf Virchows zur Fleischbeschau nach Trichinenfinnen.
In der Zeit zwischen 1877 und 1892 entstanden die bekannten, von Rudolf Leuckart initiierten Wandtafeln, auf denen verschiedene Autoren detailreich Vertreter des Tierreiches darstellten: „zum Gebrauch an Universitäten und Schulen“. Die zeitlich ersten zwölf Tafeln zeichnete Hinrich Nitsche, der mit „HN“ signierte.

## Mitgliedschaften und Ehrungen
Den Leuckart aufgrund seiner Leistungen gezollten Respekt bezeugen viele Ehrungen. Unter anderem ernannte ihn die Deutsche Zoologische Gesellschaft, deren erster Präsident er von 1890 bis 1891 war, zu ihrem ersten Ehrenmitglied, er wurde Leipziger Ehrenbürger, und der Leipziger Bildhauer Carl Seffner wurde beauftragt, zu Ehren Leuckarts eine Marmorbüste von ihm anzufertigen, die heute im Besitz der Universität Leipzig ist. 1853 wurde Leuckart zum Mitglied der Leopoldina berufen. 1859 wurde er zum korrespondierenden Mitglied der Göttinger Akademie der Wissenschaften gewählt. Im Dezember 1864 wurde er Ehrenmitglied (Honorary Fellow) der Royal Society of Edinburgh. Seit 1868 war er auswärtiges Mitglied der Bayerischen und seit 1869 ordentliches Mitglied der Königlich Sächsischen Gesellschaft der Wissenschaften zu Leipzig. 1877 wurde er in die American Academy of Arts and Sciences und als "Honorary Foreign Member" der Linnean Society of London gewählt. 1885 wurde er Mitglied der Académie royale des Sciences, des Lettres et des Beaux-Arts de Belgique und 1887  korrespondierenden Mitglied der Preußischen Akademie der Wissenschaften. 1861 wurde er als korrespondierendes Mitglied in die Russische Akademie der Wissenschaften in Sankt Petersburg aufgenommen, seit 1895 war er deren Ehrenmitglied. Ebenfalls seit 1895 war Leuckert Mitglied der National Academy of Sciences. Am 5. April 1889 wurde er Mitglied der Königlich Dänischen Akademie der Wissenschaften. Er war Mitglied der Gesellschaft Deutscher Naturforscher und Ärzte.
Die Deutsche Gesellschaft für Parasitologie verleiht seit 1974 die Rudolf-Leuckart-Medaille an Forscher, die sich durch bedeutende Arbeiten auf dem Gebiet der Parasitologie auszeichneten. Diese Medaille wurde von den Gießener Zoologen zum Andenken an Rudolf Leuckart gestiftet.

## Schriften
- mit Heinrich Frey: Beiträge zur Kenntnis wirbelloser Tiere, Braunschweig, 1847 doi:10.5962/bhl.title.2128
- Über die Morphologie und Verwandtschaftsverhältnisse der wirbellosen Tiere, Braunschweig, Vieweg 1848 doi:10.5962/bhl.title.11549
- Zur Morphologie und Anatomie der Geschlechtsorgane, Braunschweig, 1848
- Beiträge zur Lehre der Befruchtung, Göttinger Nachrichten, 1849
- Über den Polymorphismus der Individuen oder die Erscheinungen der Arbeitsteilung in der Natur, Gießen, 1851
- R. Leuckart, Bergmann, Vergleichende Anatomie und Physiologie, Stuttgart, 1852
- Zoologische Untersuchungen, Gießen, 1853–54, 3 Hefte doi:10.5962/bhl.title.11410
- Die Blasenwürmer und ihre Entwicklung: Zugleich ein Beitrag zur Kenntnis der Cysticercusleber, Gießen, 1856
- Die Fortpflanzung und Entwicklung der Pupiparen, Halle, 1857 doi:10.5962/bhl.title.2867
- Zur Kenntnis des Generationswechsels und der Parthenogenesis bei den Insekten, Meidinger, Frankfurt M. 1858 doi:10.5962/bhl.title.66065
- Untersuchungen über Trichina spiralis, Leipzig, Winter 1860, 2. Aufl. 1866
- Über die Einheitsbestrebungen in der Zoologie: Rede des antretenden Rektors, Universität Leipzig 1877
- mit Hinrich Nitsche: Erklärungen zu den zoologischen Wandtafeln. Verlag von Theodor Fischer, Cassel 1877 doi:10.5962/bhl.title.5710
- Die Parasiten des Menschen und die von ihnen herrührenden Krankheiten, Leipzig, 1863–76, 2 Bde.; 2. Aufl. 1879 ff.
- Allgemeine Naturgeschichte der Parasiten. mit besonderer Berücksichtigung der bei dem Menschen schmarotzenden Arten. C.F. Winter, Heidelberg 1879. doi:10.5962/bhl.title.46773
- Die Entwicklungsgeschichte des Leberegels (Distonum hepaticum, dt.), in: Zoologischer Anzeiger 4, 1881
- Neue Beiträge zur Kenntnis des Baues und der Lebensgeschichte der Nematoden, in: Abbh. Königl. Sächs. Ges. Wiss. Math.-physikal. Cl. 1887
- Leuckart Rudolf, Nitsche Hinrich (Hg): Erklärungen zu den Zoologischen Wandtafeln. T. Fischer, Cassel 1892.
- Spongiologische Beiträge. C.F. Winter'sche, Leipzig 1892. doi:10.5962/bhl.title.61018
- Leuckart Rudolf et al.: Systematisches Verzeichnis der vollständig erschienenen Zoologischen Wandtafeln der wirbellosen Thiere. Nr. 1—100. T. Fischer, Cassel 1894.

Für das Handbuch der Ophthalmologie von Graefe und Sämisch lieferte er eine eingehende Darstellung der vergleichenden Anatomie des Auges, seit 1857 schrieb er die Berichte über die wissenschaftlichen Leistungen in der Naturgeschichte der niedern Tiere, Berlin, 1859 ff. und außerdem gab er die Wandtafel Die Anatomie der Biene, Kassel 1885, heraus.

### Wandtafeln 1877–1900
- Mailand: 107 Tafeln im Museo didattica di zoologia:  Leuckart im Menü „Autori“.
- Meeresbiologisches Laboratorium Woods Hole: 101 Tafeln der Serie 1; 13 Tafeln der Serie 2 Leuckart Wall Charts.
- Wien Universität: 106 sogenannte Leuckart-Tafeln zusätzlich 24 Tafeln von Paul Pfurtscheller.